# Емил Вегелен
 Емил Робер Вегелен (фр. Émile Robert Wegelin; Лион, 24. децембар 1875 — Лион, 26. јун 1962) био је француски веслач на прелазу из 19. у 20. век, учесник Летњих олимпијскимих играма 1900. Био је члан француског Наутичког клуба Лион из Лиона.
На Олимпијским играма 1900. такмичио се у као члан француске екипе у дисцилини четверац са кормиларом. У такмичењу четвераца са кормиларом десило се нешто необично за велика спортска такмичења. Због неслагања такмичара и судија после трка у предтакмичењу одлучено је да се званично одрже две финалне трке тзв. А и Б финале. Победницима финала су подељена два комлета медаља. МОК је касније признао резултате, а тиме и освајаче медаља оба финала.
Посаду су поред њега чинили Жорж Лимп,Шарл Перен, Данијел Суберан и непознати кормилар. Веслали су у Б финалу и освојили сребрну медаљу.